# Partit Comunista (Suïssa)
El Partit Comunista (Suïssa) (en italià: Partito Comunista (Svizzera)) es un partit polític comunista suís que va ser fundat l'any 1944. La seva seu, es troba a Locarno, un municipi del districte de Locarno, en el cantó de Ticino. El seu comitè central, està format per quinze membres, i és dirigit pel Secretari general del partit, el camarada Massimiliano Arif Ay. El vintè Congrés del partit s'ha celebrat al municipi de Bellinzona el 9 de juny de 2009.